# Acacia pennatula
Acacia pennatula là một loài thực vật có hoa trong họ Đậu. Loài này được (Schltdl. & Cham.) Benth. miêu tả khoa học đầu tiên.